# Схуммелкетел, Карел
Карел Йохан Схуммелкетел (нидерл. Karel Johan Schummelketel, 24 сентября 1897 — 8 января 1981) — нидерландский офицер, призёр Олимпийских игр.

## Биография
Родился в 1897 году в Бреде. В 16 лет поступил в кадетскую школу в Алкмаре, затем продолжил военное образование в Королевской военной академии в Бреде. 27 декабря 1920 года был отправлен в Нидерландскую Ост-Индию, где до 1928 года служил 2-м лейтенантом кавалерии (впоследствии — адъютантом) Королевской голландской ост-индской армии.
По возвращении из Семаранга в метрополию стал инструктором по верховой езде в Королевской военной академии. В 1932 году принял участие в Олимпийских играх в Лос-Анджелесе на лошади по кличке Дёйвелтье, где завоевал серебряную медаль в командном первенстве в троеборье, а в личном первенстве в троеборье стал 6-м. В 1935 году был вновь отправлен в Нидерландскую Ост-Индию, где и оставался во время Второй мировой войны.
В 1950 году, после провозглашения независимости Индонезии, вернулся в Нидерланды. Был основателем и главой (1969—1972) Нидерландского центра верховой езды в Дёрне. Автор и редактор ряда книг по верховой езде: De verlichte zit. Een studie over het springen (1973), Graaf Sandor, stalmeester van de duivel (1977).